# Міомер

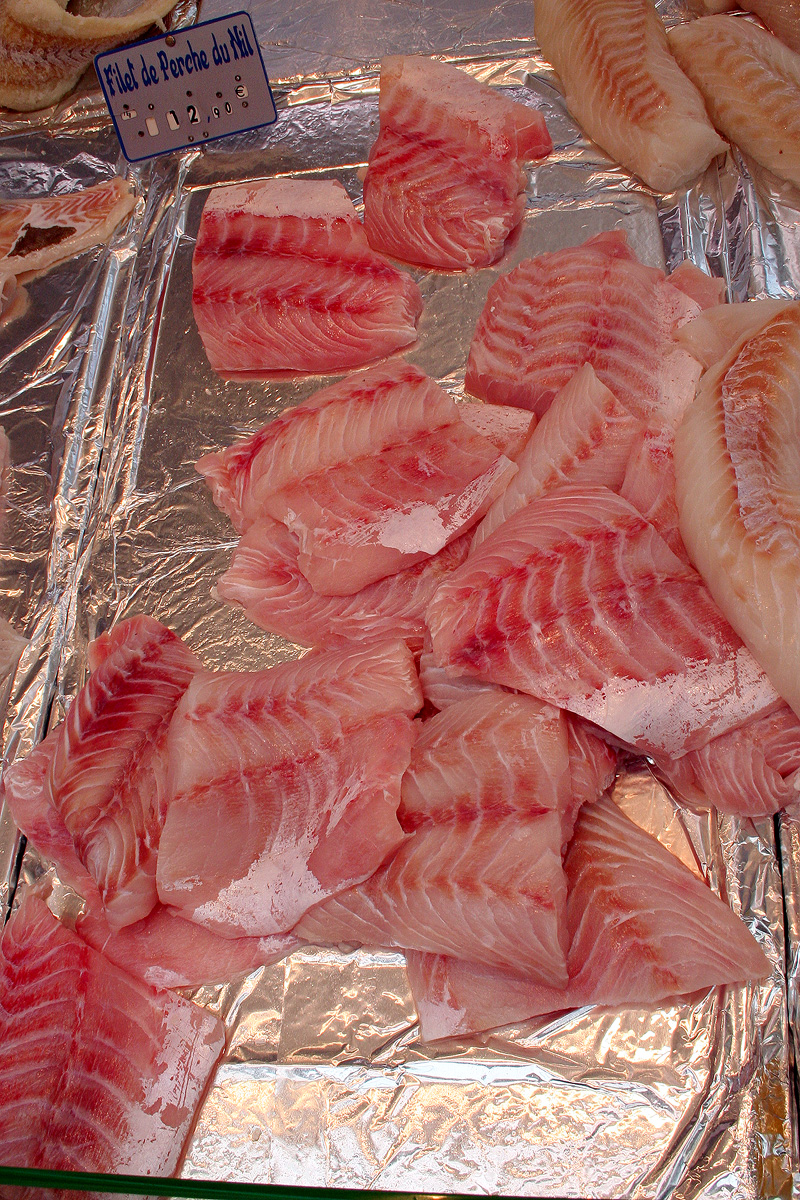
Філе окуня на якому видно структуру міомерів

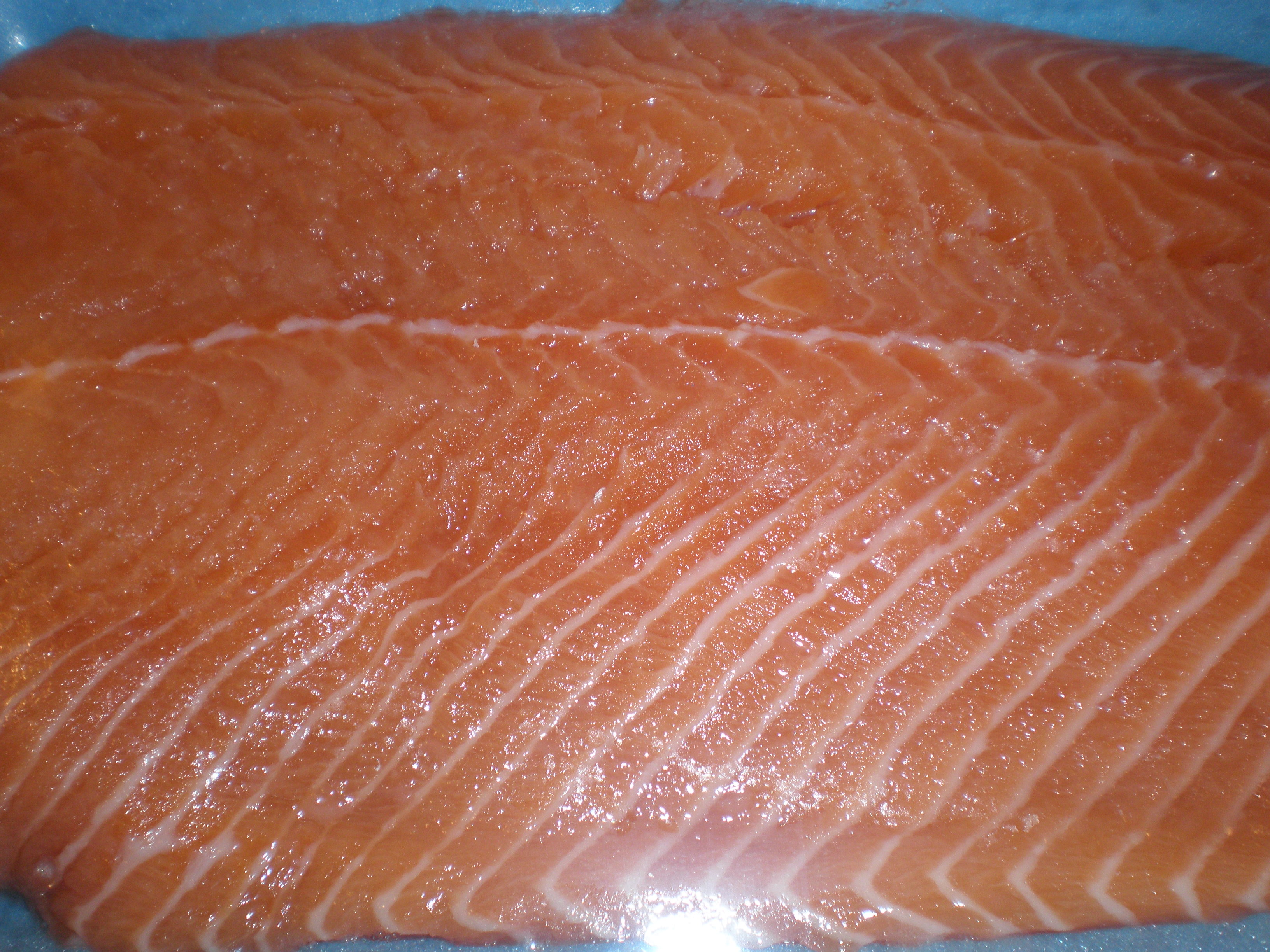
Філе лосося

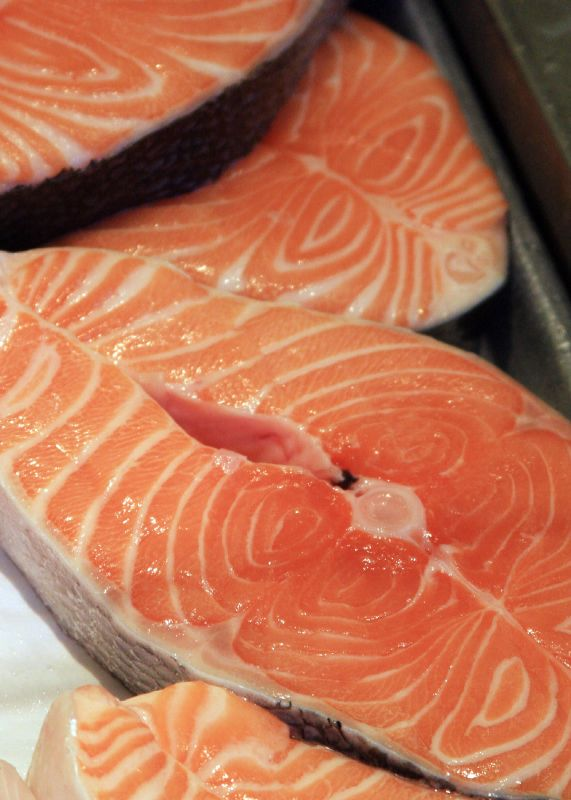
Філе лосося в поперечному розрізі. Добре видно як окремі міомери відділені один від одного світлішою сполучною тканиною — міосептами

Міомери (від грец. міо — м'яз і méros — частина) — послідовно розташовані вздовж поздовжньої осі тіла сегменти паріетальної мускулатури безчерепних і хребетних тварин (найчастіше це м'язові волокна зигзагоподібної форми). Розвиваються з клітин міотомів. У безхвостих земноводних та амніотів міомери зазвичай є тільки в зародків. Міомери в тілі риби мають структуру конусів, вкладених один в одному. Поздовжні м'язові волокна кожного міомера спереду і ззаду прикріплюються до міосептів (перегородок зі сполучної тканини). У риб і земноводних міомери розділяються, крім того, горизонтальним міосептом на спинний (верхній, дорсальний) і черевний (нижній, вентральний) відділи. 
Міомери часто використовуються для визначення та ідентифікації видів, так як їх кількість відповідає кількості хребців у дорослих особин.

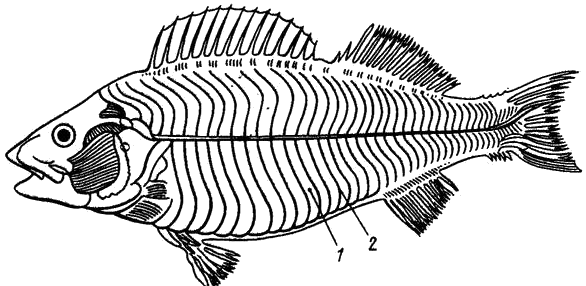
Схема мускулатури кісткових риб (1 – міомери, 2 – міосепти)

Система міомерів взаємопов'язана зі скелетом (опора при скороченні), і з нервовою системою (до кожного м'язового волокна під'єднаний окремий нерв). Нерви, кровоносні та лімфатичні судини розміщуються в з'єднувальних перегородках — міосептах. Найбільш виразно міомери видно у личинок риб поки їх тіла прозорі.  

Почергове скорочення міомерів правої і лівої частини через сухожилля передається на хребет, спонукаючи його до хвилеподібного руху — по всій довжині тіла, або лише в хвостовому відділі, змінюючи положення хвостового плавця, завдяки чому тіло риби рухається вперед.